# Glipa basiaurea
Glipa basiaurea es una especie de coleóptero de la familia Mordellidae.

## Distribución geográfica
Habita en  Malasia.